# Oxyrhachis rusticana
Oxyrhachis rusticana är en insektsart som beskrevs av Capener 1962. Oxyrhachis rusticana ingår i släktet Oxyrhachis och familjen hornstritar. Inga underarter finns listade i Catalogue of Life.